# Vườn quốc gia Emas
Vườn quốc gia Emas (tiếng Bồ Đào Nha: Parque Nacional das Emas, có nghĩa là " Vườn quốc gia chim Rhea ") là một vườn quốc gia và đồng thời là di sản thế giới của UNESCO nằm tại các bang Goiás và Mato Grosso do Sul, Brazil.
Vườn quốc gia nằm giữa bang Goiás và Mato Grosso do Sul, trong khu vực Trung tâm phía Tây của Brazil, từ 17 º 50'-18 º 15 và 52 º 39'-53 º 10'W'S. Vườn quốc gia này có diện tích 1320 km2 là một phần của cao nguyên Serra dos Caiapós trên vùng sinh thái thảo nguyên Cerrado bao gồm nhiều đồn điền trồng đậu tương. Khu vực cao nguyên này là một đồng bằng tương đối thấp, thoải dần xuống lưu vực sông Araguaia ở phía bắc, hệ thống sông Jacub-Correntes về phía đông và sông Taquarí, đồng bằng ngập nước Pantanal về phía tây. Các sông chính trong vườn quốc gia là sông Jacuba và Formosa, cả hai đều là nhánh sông đổ vào Paranaíba.
Emas có một hệ sinh thái điển hình của vùng sinh thái Cerrado, với nhiều loài động vật hoang dã thảo nguyên bao gồm: thú ăn kiến khổng lồ, sói bờm, tê tê khổng lồ, và số lượng lớn loài đà điểu Nam Mỹ. Đây cũng là nơi trú ngụ của số ít loài báo đốm Mỹ. động vật có vú khác lớn hơn bao gồm gấm, heo vòi Brazil, lợn lòi môi trắng, hươu đầm lầy, hươu đỏ nhỏ, hươu xám nhỏ, khỉ rú đen và Capybara.